# Chó sục Jack Russell
Chó sục Jack Russell hay còn gọi là chó sục Russell hay Parson Jack Russell là một giống chó thuộc nhóm chó sục có nguồn gốc từ chó săn cáo xuất xứ từ Anh Quốc trong thế kỷ 19. Jack Russell Terrier là giống chó rất chuyên nghiệp trong việc đào hang và bắt các loài gặm nhấm nhỏ. 

## Lịch sử
Tên của nó bắt nguồn từ Mục sư John Russell, một người đam mê săn bắn, người đầu tiên nuôi con cáo săn bắn. Cái tên "Jack Russell" đã được sử dụng trong nhiều năm để mô tả một mảng rộng các con chó sục nhỏ màu trắng, nhưng bây giờ sau khi một cuộc chiến pháp lý diễn ra, JRTCA (Jack Russell Terrier Câu lạc bộ của Mỹ) và chi nhánh của nó đã được sự độc quyền sử dụng tên Jack Russell Terrier để mô tả phiên bản đặc biệt của họ, Jack Russell Terrier là một nhánh chó sục độc đáo bởi bản tính nhanh nhẹn, ranh mãnh và bản năng sinh tồn của chúng từ 200 năm trước tức thế kỷ 19.

## Đặc điểm
Đây là một giống chó cỡ nhỏ, chủ yếu thân hình màu trắng, mịn, hoặc thô. Chó cân nặng khoảng 5 kg đến 7 kg, chiều cao khoảng 30 cm đến 35 cm, chúng là giống chó có thân hình nhỏ nhắn và thân thể gọn nhẹ. Đầu chúng nhỏ, mõm thường có lông xù trong khi toàn cơ thể lông mượt có thể nói đây là đặc trưng của chúng. Mũi đen, mắt sáng thường có màu nâu hoặc đen có tròng. Chiều cao và chiều dài cơ thể được ước theo tỷ lệ vàng nên luôn cho trực quan thấy một thân hình cân đối và nhanh nhẹn. Vì Jack Russell là giống chó săn mồi và đào hang hốc nên kích thước ngực nhỏ để giảm bớt sức cản của gió khi đuổi theo con mồi hay đào hang (trung bình khoảng 12-14 inch ở phần rộng nhất).
Chúng có hai loại lông cứng và lông mượt, với hai loại, lông dẻo dai không dễ gãy, sát và rậm. Màu sắc toàn thân trắng hoặc có thể có những mảng nâu, chanh, những mảng màu đen hoặc cả ba màu. Những mảng màu trên người thường hiếm thấy, xuất hiện ở góc đuôi và đầu. Bộ lông của Jack Russell chủ yếu là màu trắng (hơn 51%) pha với màu đen, nâu hoặc vàng. Trên da đôi khi xuất hiện những mảng màu đen hoặc nâu gọi là ticking. Đôi khi gặp những chú Jack Russell toàn thân có lông màu trắng nhưng mỗi khoang đốm mắt màu đen hoặc nâu. Tuổi thọ trung bình của chúng từ 14-15 năm hơn. Chúng có thể bị đục thủy tinh thể,bệnh về khớp xương,điếc bẩm sinh và một số bệnh khác như dị ứng

## Tập tính
Jack Russells trước tiên là giống chó làm việc. Chúng được sử dụng trên mặt đất và dưới hầm, hang hốc mục đích để tìm các mỏ trong long đất.Jack Russells rất thông minh, nhanh nhẹn, năng động, thích leo trèo và không sợ độ cao (là giống chó có thể đi trên vách núi) Jack Russells rất ngoan ngoãn và nghe lời chủ. Đặc biệt là rất tình cảm và trung thành tuyệt đối. Russell là giống chó hiếu động, dũng cảm và tính khí thất thường, chúng cảnh giác, mạnh dạn, thông minh và ham chơi, nhưng chúng cũng khá bướng bỉnh,thích lấn át vả độc lập. Loài chó khỏe mạnh này khó huấn luyện với người chủ tốt bụng. Chúng rất lỳ và tự tin vào bản thân. Chúng có sức lực đánh kinh ngạc và chúng thích làm việc.Thích chạy nhảy, chơi và thích đào bới. Chúng ngẫu nhiên là kẻ hủy diệt của loài gặm nhấm, làm cho chúng trở thành người bạn lý tưởng trong trang trại.

## Vận động
Chúng có thể gây ấn tượng với những trò thể thao như nhặt bóng ném… Jack Russells rất năng động nên thích chơi bắt đĩa bay, bắt bong trên không hay thính giác cực tốt để tìm mồi hay đồ vật thất lạc. Jack Russells với bản chất thông minh và nhanh nhẹn nên thường được huấn luyện để làm chó săn hay biểu diễn xiếc. Giống Russell không cần phải chăm sóc nhiều lắm.Thỉnh thoảng chải lông để giữ bộ lông trong tình trạng tốt. Thích hợp với gia đình không quá bận rộn, cần được đi dạo thường xuyên.Không thích hợp với trẻ nhỏ dưới 8 tuổi vì tính cách hiếu động, những vật nuôi khác sẽ làm trỗi dạy bản năng săn mồi và làm chúng trở nên hung hăng.
Chó này còn lập kỷ lục về đập vỡ 100 trái bóng hơi. Anastasia, một cô nàng chó thuộc giống chó sục Jack Russell chỉ mất 44.49 giây. Anastasia hiện còn là một ngôi sao hút khách của nhiều chương trình truyền hình và các mục quảng cáo. Hiện nay Anastasia đang sống cùng chủ là cô Doree Sitterly một người huấn luyện chó - tại thành phố Los Angeles.